# Miraggi di silicio
Miraggi di silicio è un romanzo di fantascienza di Massimo Pietroselli del 1994, vincitore del Premio Urania.

## Trama
Il professor Aaron Porath vive in una Terra in cui la realtà virtuale è vissuta come esperienza totale, come immersione in scenari artificiali perfettamente ricostruiti dal cervello, seguendo i dati forniti da un proiettore cerebrale attraverso impulsi visivi.
Nella sua escursione nei mondi virtuali si rende conto a poco a poco di vivere da sempre in un mondo creato da un computer per nascondere all'uomo la vera realtà.
In quell'imprecisato (ma non troppo remoto) futuro il telelavoro e l'informatizzazione capillare hanno trasformato la società umana in una grande rete, i cui nodi sono costituiti dai Borghi: piccole unità abitative autosufficienti, collegate alle altre attraverso l'Occhio sul Mondo, la locale sede del governo globale. Il nome (Occhio sul Mondo) non è casuale, in quanto è essa sede del controllo del governo universale impersonato dall'oscuro bibliotecario Goldbach.